# Ragnar Tørnquist
Ragnar Tørnquist (* 31. července 1970, Oslo) je norský herní vývojář a autor. Pracuje ve společnosti Funcom v Oslu.

## Životopis
Tørnquist studoval umění, historii a angličtinu v Oxfordu v letech 1987 až 1989. Od roku 1989 do roku 1990 studoval filozofii a angličtinu na Univerzitě v Oslu a následně v letech 1990 až 1993 navštěvoval předměty filmové a televizní tvorby na škole Tisch School of the Arts (New York University). V roce 1994 se vrátil do Osla a začal pracovat pro společnost Funcom jako producent, vývojář a spisovatel počítačových her.
V listopadu 2012 Funcom oznámil vznik nezávislého vývojářského studia Red Thread Games, založeného Ragnarem Tørnquistem. Nově vzniklé studio bude pokračovat vývojem ságy The Longest Journey, jejíž licence je vlastnictvím Funcomu. Tørnquist odstoupil z jeho místa herního vývojáře The Secret World, aby mohl strávit více času prací na třetím pokračování The Longest Journey, Dreamfall Chapters, nadále však pracuje i na The Secret World.

## Herní činnost
- Casper (1996)

### Producent/Vývojář
- Dragonheart: Fire & Steel (1996)
- The Longest Journey (1999)

### Spisovatel/Režisér
- Anarchy Online (2001)
- Dreamfall: The Longest Journey (2006)
- The Secret World (2011-2012)
- Dreamfall Chapters (2014)

## Spisovatelská činnost
- Anarchy Online - Prophet Without Honour (2001)